# مطار مانتسلا
مطار مانتسلا (بالفنلندية: Mäntsälän lentokenttä)‏ هو مطار يقع في مانتسلا، فنلندا، يبعد حوالي 7 ميل بحري (13 كـم؛ 8 ميل) جنوب شرق مركز مدينة مانتسلا.

## روابط خارجية
- VFR Suomi / فنلندا - مطار مانتسالا
- Lentopaikat.net - مطار مانتسالا باللغة الفنلندية